# Belagali, Shiggaon
Belagali là một làng thuộc tehsil Shiggaon, huyện Haveri, bang Karnataka, Ấn Độ.